# Promethes sulcator

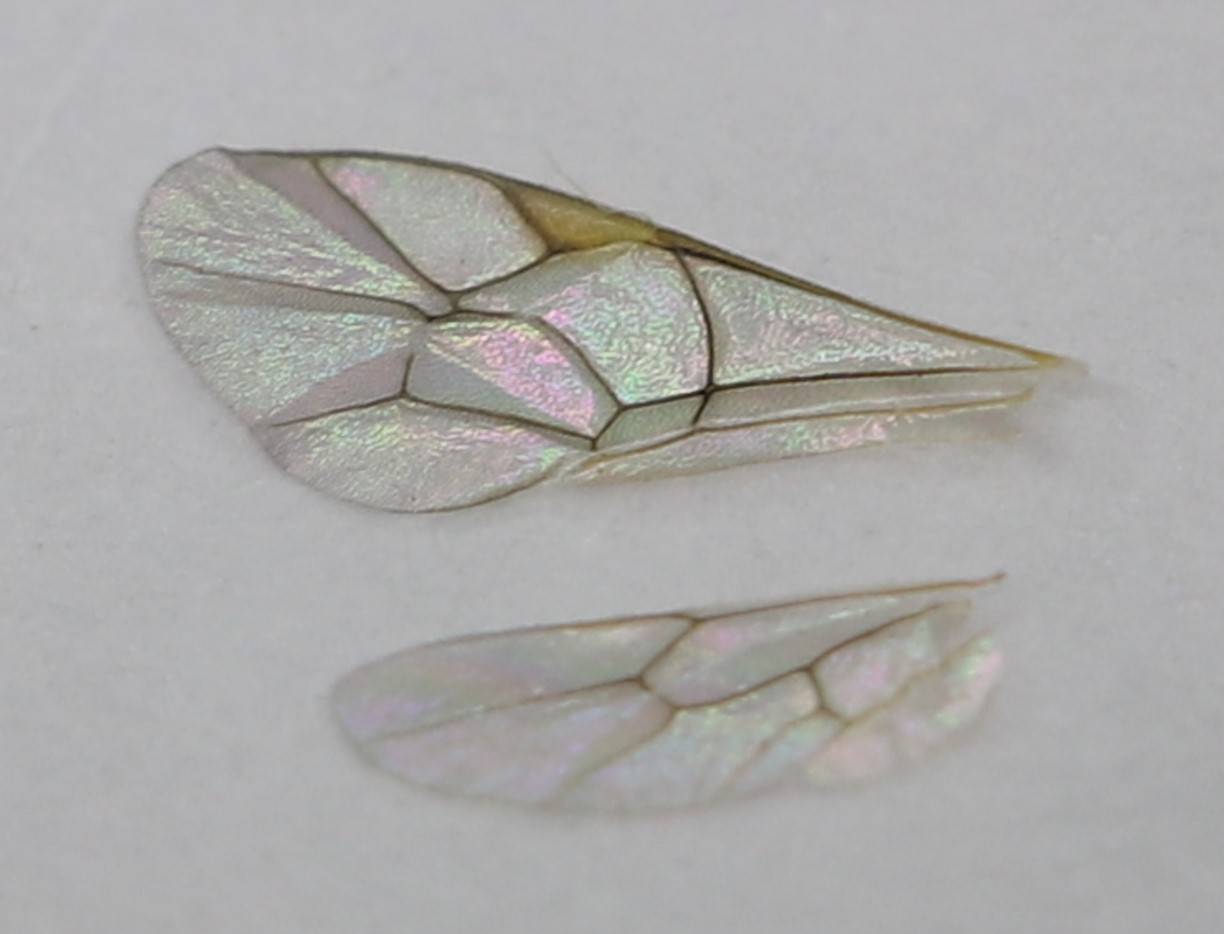
Flügel

Promethes sulcator ist eine Schlupfwespe aus der Unterfamilie der Diplazontinae. Die Art wurde von dem Zoologen Carl Gravenhorst im Jahr 1829 als Bassus sulcator erstbeschrieben.

## Merkmale
Die Schlupfwespen sind etwa 5 mm lang. Die Fühler besitzen 22–24 Geißelglieder. Das erste Geißelglied ist 5–5,9 mal länger als breit. Die Geißelglieder 7 bis 10 oder 11 der Männchen weisen schmale, lange Tyloide auf. Zwischen den Facettenaugen und der Basis der Mandibeln befindet sich kein Sulcus (Längsfurche). Die Fühler der Weibchen variieren zwischen orange und braun oder schwarz. Ferner gilt für die Weibchen: Kopf und Mesosoma sind schwarz. Das Gesicht kann einen gelben zentralen Fleck aufweisen. Dieser kann aber auch fehlen. Die Palpen, die hinteren Ecken des Pronotums, die Tegulae sowie gewöhnlich auch der subtegulare Grat und die oberen Mesepimere sind gelb gefärbt. Die Weibchen weisen außerdem keine gelben Schulterflecke auf. das Scutellum ist schwarz. Die Beine sind gelbrot, die Coxae gelb. Die hinteren Tibien und Tarsen sind gelbrot oder braun. Das Metasoma ist gewöhnlich an den Tergiten 3 und 4 gelbrot gefärbt. Die Männchen sind ähnlich gefärbt wie die Weibchen unterscheiden sich aber folgendermaßen: Die Ventralseite der Fühler ist gelb. Das Gesicht ist vollständig gelb gefärbt. Die Tergite 3 bis 5 sind gelbrot gefärbt. Die Vorderflügel beider Geschlechter weisen ein gelbrotes Pterostigma auf. Das annähernd fünfeckige Areolet ist nach außen hin geöffnet.

## Verbreitung
Promethes sulcator ist in Europa weit verbreitet. In Europa reicht ihr Vorkommen von Finnland, den Britischen Inseln und den Färöer im Norden bis in den Mittelmeerraum (Spanien, Italien, Griechenland). Im Osten reicht das Vorkommen bis nach Zentralasien (Tadschikistan) sowie über den Nahen Osten bis in die Orientalis (Iran). Ferner kommt die Art in der Nearktis vor.

## Lebensweise
Die Imagines von Promethes sulcator beobachtet man von Mai bis November. Sie sind relativ häufig und insbesondere an grasigen Stellen anzutreffen. Die Art ist ein koinobionter Endoparasitoid (der sich in seinem Wirt entwickelt) von aphidophagen (also Blattläuse fressenden) Schwebfliegenlarven.